# Karabinek Ak 5
Ak 5 (Automatkarbin 5) – szwedzki karabinek automatyczny, pochodna belgijskiego FN FNC.

## Historia konstrukcji
W 1984 roku armia Szwecji przyjęła do uzbrojenia amunicję 5,56 mm NATO i rozpoczęła próby karabinków zasilanych tym nabojem. W próbach wzięły udział karabinki Galil, HK33, M16, SIG 540 i FN FNC. Do uzbrojenia postanowiono przyjąć karabinek FNC. Jego produkcję miały podjąć zakłady FFV-Carl Gustaf (obecnie Bofors Carl Gustav). Produkowane w Szwecji karabinki zostały przystosowane do użytkowania w warunkach arktycznych. Powiększono kabłąk spustu i pogrubiono łoże co miało ułatwić obsługę broni w grubych rękawicach. Wszystkie części metalowe zabezpieczono antykorozyjnie. Dodatkowo podjęto decyzję o uproszczeniu mechanizmu spustowego poprzez usunięcie ogranicznika długości serii. Pierwsze AK 5, wyprodukowane jeszcze w Fabrique Nationale dostarczono armii szwedzkiej w 1986 roku, w następnym roku rozpoczęto produkcję AK 5 w zakładach FFV-Carl Gustaf. W następnych latach Ak 5 zastąpiły w armii szwedzkiej stare Ak 4 (licencyjny HK G3). W czerwcu 2005 rozpoczęto testy zmodyfikowanej wersji AK 5CF. Po ich zakończeniu otrzymała ona finalne oznaczenie Ak 5C. Karabinki tej wersji są dostarczane od czerwca 2006 roku i sukcesywnie zastępują Ak 5.

## Opis
Ak 5 jest indywidualną bronią samoczynno-samopowtarzalną. Zasada działania oparta na wykorzystaniu energii gazów prochowych odprowadzanych przez boczny otwór lufy (układ z długim ruchem tłoka gazowego). Broń wyposażona w dwupołożeniowy regulator gazowy (dodatkowo podniesienie celownika do strzelania granatami nasadkowymi powoduje odcięcie połączenia rury gazowej z lufą). Ryglowanie przez obrót zamka (dwa rygle). Po wystrzeleniu ostatniego naboju zamek zatrzymuje się w tylnym położeniu. Zamek zwalniany przyciskiem z lewej strony gniazda magazynka. Rękojeść przeładowania po prawej stronie broni, porusza się w trakcie strzelania. Wycięcie w którym porusza się rękojeść przeładowania jest automatycznie zamykane specjalną pokrywką. Mechanizm spustowy umożliwia strzelanie ogniem pojedynczym i seriami. Przełącznik rodzaju ognia połączony z bezpiecznikiem, po lewej stronie broni. Zasilanie z dwurzędowych magazynków łukowych o pojemności 30 naboi (zgodnych ze STANAG 4179). Otwarte przyrządy celownicze składają się z muszki i celownika przerzutowego z przeziernikiem (nastawy 250 i 400 m). Lufa zakończona szczelinowym tłumikiem płomieni. Końcowy odcinek lufy pełni rolę nasadki do miotania granatów nasadkowych. Kolba składana na prawy bok.

## Wersje

### Ak 5
Wersja standardowa.

### Ak 5B
Wersja wyposażona w celownik optyczny SUSAT L9A1, pozbawiona mechanicznych przyrządów celowniczych. Jest ona cięższa od Ak 5 i waży 4,8 kg bez magazynka.

### Ak 5C

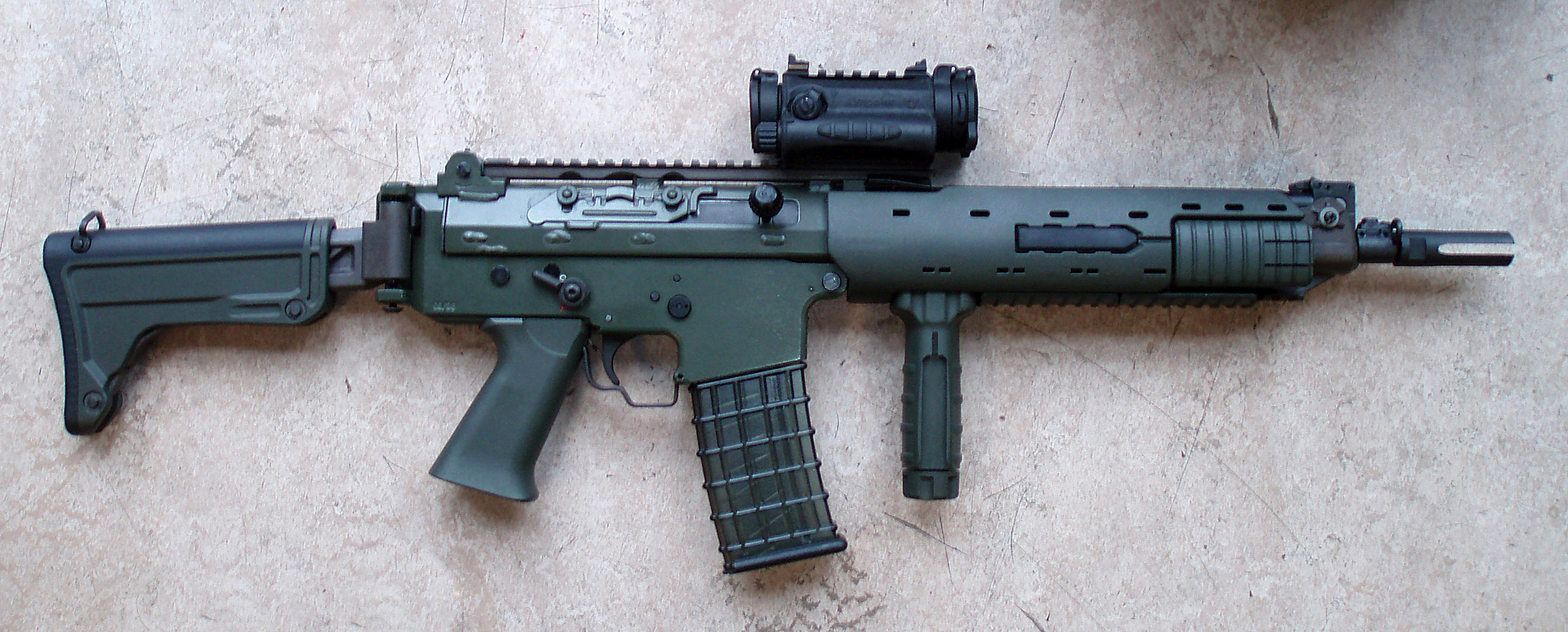
AK 5C

Zmodernizowana wersja Ak 5 wyposażona w szyny Picatinny przeznaczoną do montażu celowników i wyposażenia dodatkowego, zmodyfikowaną kolbę, składane, mechaniczne przyrządy celownicze (celownikiem zasadniczym jest celownik optyczny), chwyt pistoletowy o zmienionym kształcie, demontowany przedni chwyt, nowy tłumik płomienia. W czasie testów wersja ta nosiła oznaczenie AK 5CF (F od szwedzkiego försök, eksperymentalny).

### Ak 5D

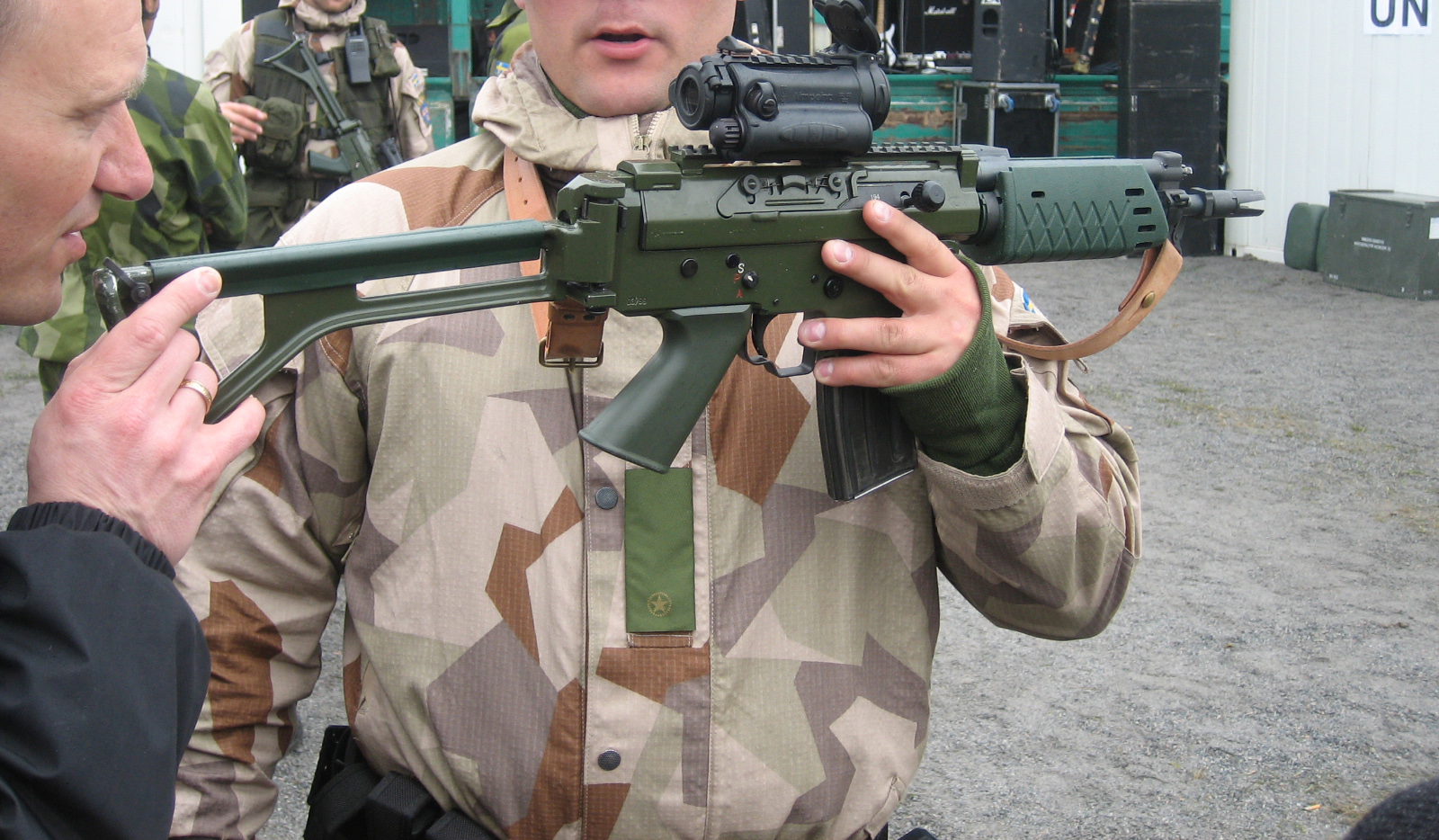
Ak 5D

Konwersja Ak 5C do subkarabinka (skrócona wersja).

### CGA5P
Samopowtarzalna wersja Ak 5D przeznaczona dla policji szwedzkiej i norweskiej.